# Бернабеи, Алехандро
Алехандро Эсекиэль Бернабеи (исп. Alexandro Ezequiel Bernabei; род. 24 сентября 2000, Каньяда-де-Гомес, Санта-Фе) — аргентинский футболист, защитник клуба «Селтик», на правах аренды выступающий за «Интернасьонал».

## Клубная карьера
Бернабеи — воспитанник клуба «Ланус». 20 октября 2019 года в матче против «Тальерес» он дебютировал в аргентинской Примере. В этом же поединке Алехандро забил свой первый гол за «Ланус». В 2021 году он помог клубу выйти в финал Южноамериканского кубка, по ходу турнира Бернабеи отметился голом в ворота «Велес Сарсфилд».